# The Forgotten King
The Forgotten King es una película de 2013
ambientada en Georgia a principios del siglo XII. Una misteriosa historia de crímenes basada en hechos reales y de ficción. También incluye algunos códigos del famoso poema georgiano "El caballero en la piel del tigre", 
escrito por Shota Rustaveli.

## Elenco y personajes
- Misha Arobelidze como Soldado soviético #2.
- Kakha Abuashvili como Soldado soviético #4.
- Elguja Burduli como Shota Rustveli.
- Gvi Chuguashvili como Jacques De Molay / Gran Maestro de los Caballeros Templarios.
- Temo Barbaqadze como Lavrenti Beria.
- Nugzar Chikovani como Ilia Chavchavadze.